# Słowo Wileńskie
Słowo Wileńskie – polskojęzyczny tygodnik ukazujący się na Litwie w latach 1994–1996.

## Historia
Pismo powołane zostało jesienią 1994 roku z inicjatywy ówczesnego redaktora naczelnego „Rzeczpospolitej” Dariusza Fikusa, która wzięła na siebie ciężar prowadzenia i utrzymywania gazety. Pierwszy numer „Słowa Wileńskiego”, które wychodziło prawie dwa lata, ukazał się 28 października 1994 roku, ostatni 31 maja 1996 roku. Wśród dziennikarzy i korespondentów pisma znaleźli się zarówno Polacy z Wileńszczyzny – Zygmunt Żdanowicz, Stanisław Tarasiewicz, Aleksander Radczenko, Teresa Vyšniauskaitė, Aleksander Borowik, Irena Mikulewicz, Alina Kuźmina, Jolanta Lipniewicz, Alina Sobolewska, Wanda Zajączkowska, Jacek Jan Komar, Jan Górski, Aleksander Pawłowski jak i polscy dziennikarze związani z „Rzeczpospolitą” – Jerzy Haszczyński, Maja Narbutt, Kazimierz Groblewski, Paweł Reszka, Paweł Lisicki, Anna Marszałek, Piotr Wosik, Jerzy Paciorkowski, Maciej Łukasiewicz. Szata graficzna pisma do złudzenia przypominała tę z warszawskiej „Rzeczpospolitej”.
Pismo dzieliło się na działy: Polityka i społeczeństwo, Polacy na Litwie, Ekonomia, Praw, Świat, Sport i Wilno. Do współpracy zapraszało autorów litewskich, często ukazywały się w „Słowie” wywiady z osobami znanymi nie tylko na Wileńszczyźnie, ale i na świecie, np. Zbigniewem Brzezińskim. Sporo miejsca poświęcano polityce międzynarodowej, w tym wojnie w Jugosławii i Czeczenii, światowej gospodarce, prawu, a także życiu politycznemu Litwy niezwiązanemu ściśle z problemami polskiej mniejszości. W piśmie był również miejsce na reportaż, najczęściej dotyczący Polaków z Wileńszczyzny – ich historii oraz życia obecnego.
„Słowo Wileńskie” drukowano w drukarni „Lietuvos rytas”. Jego redaktorem naczelnym był przez cały okres trwania gazety Stanisław Widtmann, a zastępcą wydawcy związany z „Rzeczpospolitą” Jerzy Haszczyński.